# تریپیتاکا
تریپیتاکا (به انگلیسی: Tripiṭaka) یا تیپیتاکا (به انگلیسی: Tipiṭaka) یا سه سبد اصطلاحی سنتی برای کتاب مقدس بوداییان است. این کتاب یا متون، منبع متعارف مورد احترام و به‌طور انحصاری معتبر در کیش تراواده بوداگرایی است. کیش مهایانه بوداییان نیز این متون را محترم می‌شمارند و معتبر می‌دانند اما بر خلاف پیروان تراواده برای متون مختلف مشتق از آن و تفسیرهایی که بعدها شکل گرفته‌اند نیز احترام قایل هستند.

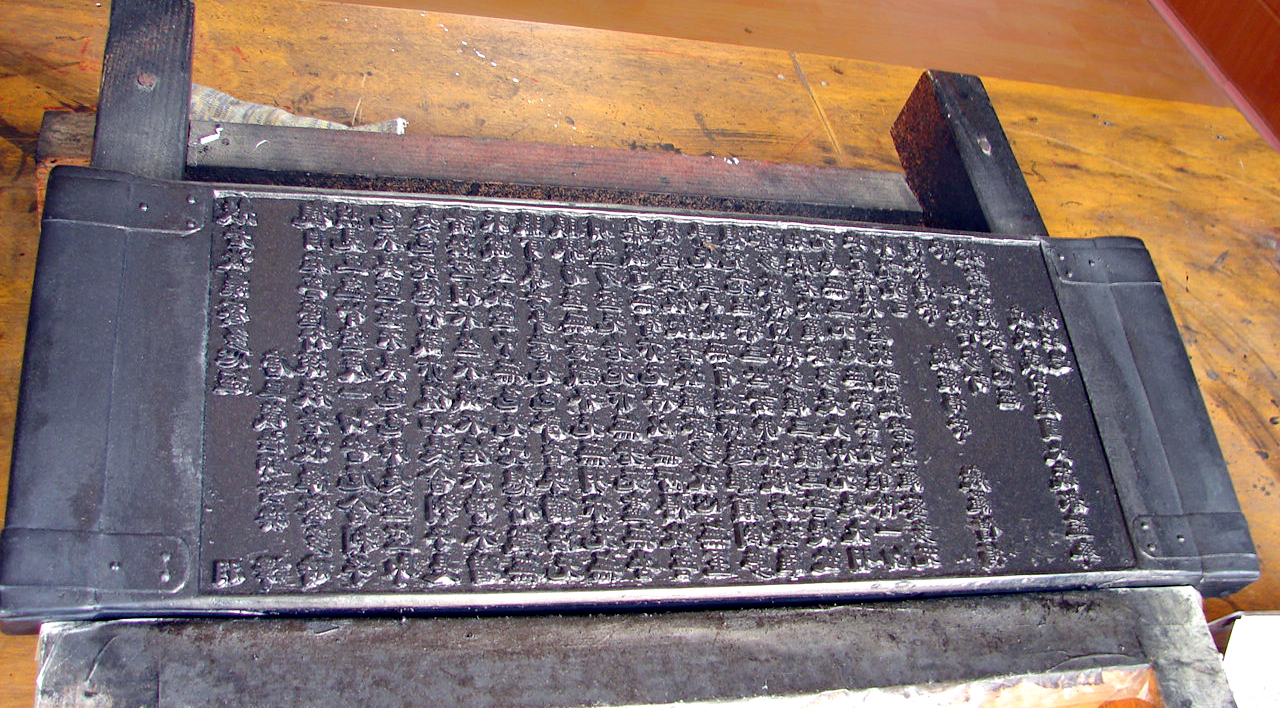
قالب چوبی تریپیتاکا کوریانا در معبد هائینسا در کره جنوبی.

## تاریخچه
تریپیتاکا بین حدود سال ۵۰۰ پیش از میلاد تا آغاز سده اول میلادی شکل گرفته و به احتمال زیاد برای نخستین بار در قرن اول پیش از میلاد نوشته شده‌است.

## سه بخش
هر گروه از بوداییان خرده فرهنگ خاص خود را برای معبد خود دارند که توسط سانگها نوشته شده‌است.
هر مجموعه متشکل از ۳۲ کتاب در سه بخش یا سبدهای آموزه است:
1. سبد انتظار نظم و انضباط از راهبان (Vinaya PiṭakaVinaya Piṭaka)؛
2. سبد گفتمان (Sūtra Piṭaka ،Nikayas)
3. سبد ویژه دکترین (Abhidharma Piṭaka).[۱][۳][۴]

به‌ویژه ساختار رفتاری و اخلاقی فضایل سبد نخست به برخی قسمت‌های دارماسوسترا (Dharmaśāstra) در متون هندو شباهت دارد.

## زبان
بسیاری از تریپیتاکاهای موجود به زبان پالی برخی به زبان سانسکریت و برخی هم به دیگر زبان‌های آسیایی هستند.

## ترجمه به فارسی
از تریپیتاکا و بخش‌های مختلف آن چندین ترجمه به زبان فارسی تهیه شده و با مشخصات زیر به چاپ رسیده‌است:
- مونیندو، آجان، داماپادا: راه داما: مجموعه‌ای از خطابه‌های بودا، ترجمۀ کیوان تفتی، تهران: لوح زرین‏‫‬، ۱۴۰۰؛ ‏‫‬۹۳ ص.
- ت‍ری‍پ‍ی‍ت‍اک‍ا: آم‍وزش‍‌ه‍ای‌ ب‍ودا، ب‍ن‍ی‍اد ت‍روی‍ج‌ ب‍ودا، ت‍رج‍مۀ ک‍اووس‌ م‍ف‍خ‍م‌ ای‍ن‍ال‍و، ت‍ه‍ران‌ : س‍ل‍م‍ک‌ ، ۱۳۸۴؛ ص‌ ۱۱۹.
- تری‌پیتاکا: چ‍ن‍ی‍ن‌ گ‍ف‍ت‌ ب‍ودا، گردآورنده بوکیو دندو کیوکای، ت‍رج‍م‍ۀ ه‍اش‍م‌ رج‍ب‌زاده‌ از م‍ت‍ون‌ ان‍گ‍ل‍ی‍س‍ی‌ و ژاپ‍ن‍ی‌، ویراست ۲، ت‍وک‍ی‍و: ب‍ن‍ی‍اد ت‍روی‍ج‌ آئ‍ی‍ن‌ ب‍ودا‏‫، ۱۹۸۵ ‬م‬‬‏‫= ۱۳۶۴؛ ۳۰۷ ص‌.‬
  - تری‌پیتاکا: چ‍ن‍ی‍ن‌ گ‍ف‍ت‌ ب‍ودا، بنیاد ترویج بودا (ژاپن)، ت‍رج‍م‍ۀ ه‍اش‍م‌ رج‍ب‌زاده‌، تهران: طرح نو‏‫، ۱۳۸۹؛ ‏‫۳۲۵ ص.‭‬
- تری‌پیتاکا، سوترپیتاکا، خوداکانیکایا، دهمه‌پده: حکمت بودا (ذمه پده) : متنی‌ کهن منتسب به بودا، ترجمه و تصحیح از پالی به انگلیسی فردریش‌ماکس مولر، ترجمۀ فارسی محمدجواد ادبی، تهران: نغمه نواندیش‏‫، ۱۳۸۷؛ ‫۱۵۱ ص.‬
- ت‍ری‌ پ‍ی‍ت‍اک‍ا، س‍وت‍راپ‍ی‍ت‍اک‍ا، خ‍وداک‍ان‍ی‍ک‍ای‍ا، ده‍م‍ه‌ پ‍ده‌: خ‍ردب‍ودا (دم‌پ‍اده‌)، ت‍رج‍م‍ه‌ و وی‍رای‍ش‌ ف‍ری‍دری‍ش‌م‍اک‍س‌ م‍ول‍ر، ب‍رگ‍ردان‌ ف‍ارس‍ی‌ م‍ه‍دی‌ ب‍اق‍ی‌ و ش‍ی‍ری‍ن‌ م‍خ‍ت‍اری‍ان‌، ت‍ه‍ران‌: ق‍ص‍ه‌، ۱۳۸۳؛ ۱۱۲ ص‌.
- تری‌پیتاکا، سوترپیتاکا، خوداکانیکا‌یا، دهمه‌پده: داماپادا (متن کهنه بودایی)، ترجمه، گردآوری و ویرایش رابرت ون‌دویر، برگردان فرامرز جواهری‌نیا، تهران: مثلث، ۱۳۸۶؛ ۱۲۹ ص.
- ن‍ات‌ ه‍ان‌، ت‍ی‍ک‌، در خ‍ن‍دۀ ت‍و ج‍ه‍ان‍ی‌ م‍ی‌خ‍ن‍دد، وی‍راس‍ت‍ار پ‍ی‍ت‍ر ل‍وی‍ت‌، ت‍رج‍م‍ۀ ع‍ل‍ی‌ ب‍رزگ‍ر، ت‍ه‍ران‌: داری‍ن‍وش‌، ۱۳۸۴؛ ص‌ ۷۹.
- ری‌پیتاکا، سوتراپیتاکا، پرگیاپارمیتا، هریدیه: ساحل نیروانه، شرح سوتره‌ دل (متن بودایی مهایانه) بر اساس تفسیرهای هندی و تبتی، علیرضا شجاعی، ویراستار مریم ربانی، تهران: سازمان مطالعه و تدوین کتب علوم انسانی دانشگاهها(سمت)، پژوهشکدۀ تحقیق و توسعه علوم انسانی، قم: دانشگاه ادیان و مذاهب‏‫، ۱۳۹۷؛ هفت+‫۲۷۹ ص.
- تری‌پیتاکا، سوتراپیتاکا، پرگیاپارمیتا، وجره چهیدیکه، سورۀ الماس و سورۀ دل (دو متن بودایی)، همراه با سه شرح از: هویی ننگ، د.ت. سوزوکی و ادوارد کونتسه‏‫، پژوهش و برگردان علی پاشایی، با همکاری علی‌رضا شجاعی، تهران‏‫: دیبایه‏‫، ۱۳۹۷؛ ‫۲۹۴ ص.‬‏‫